# La Villeneuve-au-Châtelot
La Villeneuve-au-Châtelot é uma comuna francesa na região administrativa de Grande Leste, no departamento de Aube. Estende-se por uma área de 6,17 km². Em 2010 a comuna tinha 151 habitantes (densidade: 24,5 hab./km²).